# IU (歌手)
李知恩（韩语： I Ji Eun，1993年5月16日—），藝名IU（韩语： A I Yu），是韓國K-pop歌手、偶像明星和韓劇演員。IU是流行全世界的K-pop韓國流行音樂的暢銷歌手之一。她的艺名「IU」是「I」和「You」的组合，意味着通过音乐與粉絲彼此相连。
至今，IU已發行了5張錄音室專輯、6張迷你專輯，以及3張歌曲翻唱專輯。她在Gaon榜上有2張專輯和14首歌曲曾經獲得第一名的位置。從2012年到2016年、2018年到2024年，IU一直是富比士雜誌年度韓國名人權力榜40強之一。告示牌認可IU為韓國流行音樂百強榜的先鋒。她在2014年及2017年被評為Gallup韩国年度最佳歌手。在蓋洛普韓國2017年的「歌手與歌謠調查報告」中，IU位居當年度第一名，是韓國音源榜Perfect all-kill數量最多者。並獲告示牌評選為韓國第一名藝人。2025年，IU登上《韓國富比士名人榜》第一名。
在IU早期從事歌唱事業時，她以帶有青春偶像特質的獨唱歌手形象為人熟知。隨著職業生涯的發展，IU逐漸轉變為多才多藝的音樂工作者，成為知名度、歌曲銷量和獎項兼具的歌手，並且是受到認可的詞曲作家和音樂製作人。IU同時是演員，曾在電視劇我的大叔和德魯納酒店擔任主要角色演出。
IU的粉絲名為Uaena（유애나），其中「U」（유）代表英文的“You”（你），而「ae」（애）是韓國漢字「愛」的意思，「na」（나）是韓文的「我」。

## 早年生活
IU于1993年5月16日生于韩国首尔，家庭成員有父母及弟弟，父母曾開名為寶物島的文具店。IU上小學時期，家庭經濟狀況惡化，父母因替他人作擔保而欠下巨債，一家人被迫分開生活。IU與奶奶及表姐同住在一間小公寓，度過了一年多的貧困生活。在這段期間，IU與父母接觸不多，因此對奶奶的照顧心懷感激。
在中學時，IU發現自己對唱歌抱有熱情。在校內運動會演唱時並得到了老師及同學的掌聲後，IU萌生了成為歌手的想法。她曾先後參加過20次選拔但均被拒絕，並且曾被偽造的娱樂公司詐騙。2007年10月，IU通過當時經紀公司LOEN娛樂的試鏡，並成為練習生。她在訓練10個月後便發行她的首張個人專輯。因爲曾經艱苦的生活，IU說她“喜歡在練習室”，在那裡她可以吃她想吃的东西，並且有睡覺的地方。在出道之前，LOEN娛樂將其藝名命名為“IU”。藝名從“我和你”（I and You）中引申而出，象徵著音樂在人與人之間所產生的凝聚力。

## 职业生涯
在2007年，IU与Kakao M（前LEON娛樂）签约成为练习生，15岁时推出了首张迷你专辑Lost and Found，开启了她的歌手生涯。随后，她的知名度逐渐上升，特别是在2010年发布的专辑Real中的主打歌好日子大获成功，连续五周位居韩国Gaon数位榜榜首。2011年，随着专辑Real+和Last Fantasy的成功，IU在韩国音乐排行榜上确立了强势地位，被称为“国民妹妹”，目前被称为“国民甜心”。她开始涉足歌曲创作，并在2013年发行的专辑Modern Times中展现出成熟风格。随后的专辑也保持了她在音乐排行榜上的主导地位，即使风格有所改變，如2014年的歌曲翻唱专辑花书签和2015年的第四张迷你专辑CHAT-SHIRE。

### 音樂事業
IU於2008年以單曲迷兒正式出道，同期發行首張迷你專輯Lost and Found。雖然最初的商業反響有限，但在2009年推出的首張正規專輯Growing Up及主打歌Boo開始吸引更廣泛注意，為她打開了韓國音樂市場的大門。
2010年，IU因第3張迷你專輯Real的主打歌好日子獲得廣泛關注，該歌曲以其難度極高的“三段高音”為特色，並在多個音樂節目連續奪冠，奠定了其在韓國音樂界的重要地位。同時，她與2AM成員林瑟雍合作演唱了MBC節目我們結婚了的主題曲嘮叨，進一步提高了知名度。
隨後，IU持續拓展其音樂及娛樂領域，發行第2張正規專輯Last Fantasy同時，逐步拓展國際市場，於2012年在日本舉行首場Showcase，而出道单曲之後於3月21日發行Good Day，標誌著其國際音樂事業的開始。
2014年，IU發行翻唱專輯花书签。同年，與HIGH4合作歌曲除了春天、爱情和樱花，該歌曲在美國《告示牌》“K-Pop Chart”上獲得長達14周的榜首成績。這一成就使她成為該榜單上成功的韓國藝人之一。IU還與徐太志合作發行了單曲昭格洞，展現了更多元的音樂風格。
2015年，IU正式擔任專輯製作人，發行第4張迷你專輯CHAT-SHIRE。
2017年4月，IU发布了第4张正规专辑Palette。专辑风格多样，融合了流行、R&B等元素，并在韩国音乐榜单上取得了优异成绩，该专辑在2017年甜瓜音乐奖获得了年度专辑奖，并在第32届金唱片奖上获得了音源大赏。同年9月，IU发布第2张翻唱专辑花书签2，延續第1張翻唱专辑花书签，此張同樣精選多首韩国经典老歌並以IU的风格重新演绎。
2018年，IU為紀念出道十周年發行數位單曲BBIBBI，該歌曲登上韓國多個音源榜單的第一名位置。
2019年，IU发布了第5张迷你专辑Love Poem。此張专辑获得了第35届金唱片奖音源大赏。
在事业的新阶段，IU加入了長期合作的经纪人成立的经纪公司EDAM Entertainment，并于2020年与防弹少年团成员SUGA合作推出单曲Eight。 随后接續發行數位單曲strawberry moon和第五张正规专辑Lilac。 2022年，IU举办了大型演唱会The Golden Hour：在橙色太陽下，成为首位在首尔奥林匹克主竞技场举行演唱会的韩国女艺人。 2024年，第6張迷你专辑《The Winning》发行，並於該年舉辦世界巡迴演唱會，成為首位在首爾世界杯足球場舉行演唱會的女藝人。
2025年，IU發布第3張翻唱迷你專輯花書籤3，和上一張時隔8年。

### 戲劇發展
2011年，IU在KBS電視劇梦想高飞中扮演了一位形象內向、性格純真的學生，該劇在年輕觀眾中大受歡迎。IU同時演唱劇中插曲Someday，引起廣泛討論，儘管歌曲後來因旋律類似其他作品引發抄襲爭議，但最終作曲家金新日勝訴。
2013年IU首次擔任KBS周末劇最佳李纯信主要角色，劇中她刻畫了一位平凡但樂觀的年輕女孩，該角色獲得了觀眾的高度評價，使她的戲劇事業穩步上升。
2016年，IU出演月之戀人—步步驚心：麗，飾演一名16歲的高麗王朝少女。

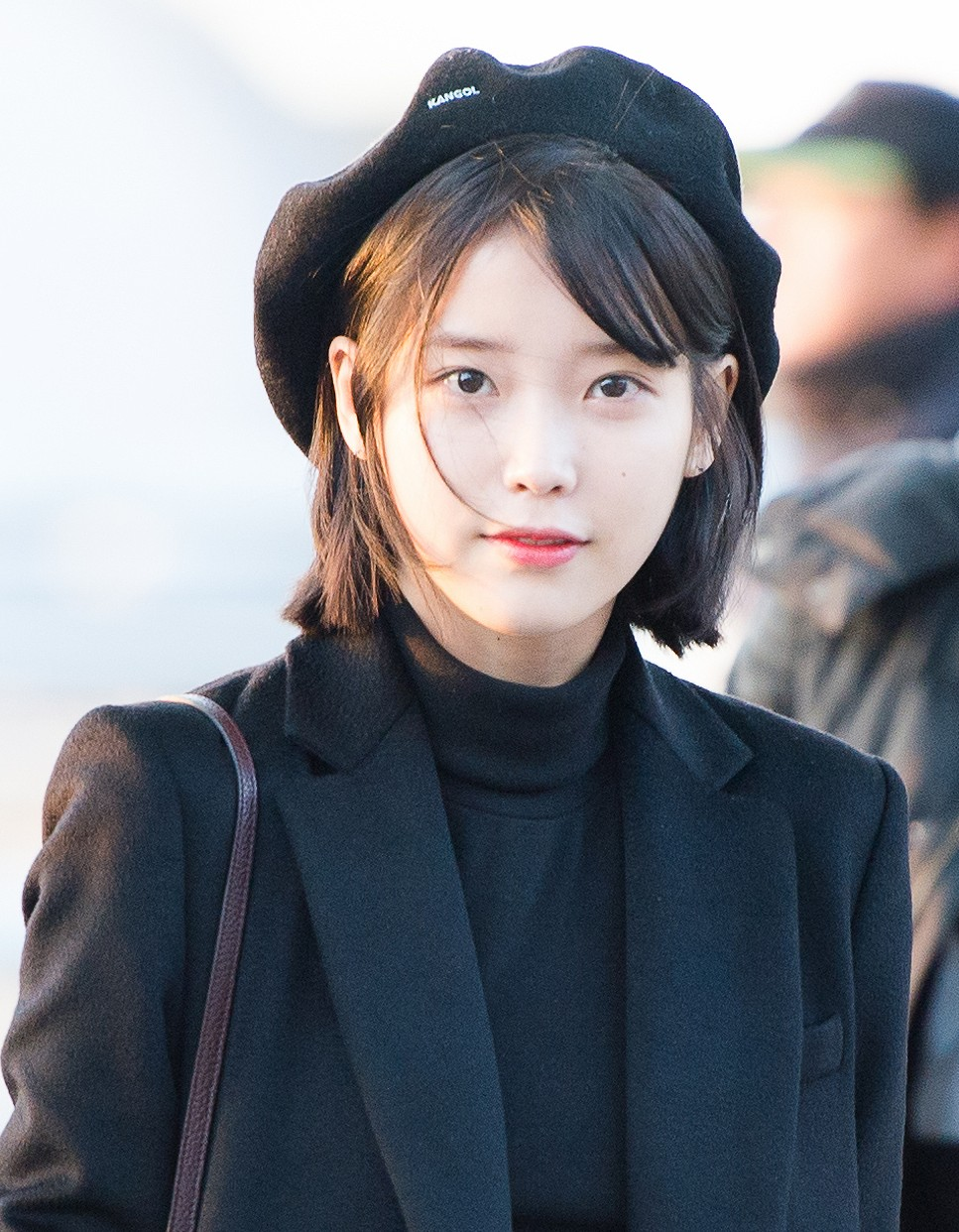
2017年1月6日，IU

2017年，IU參加綜藝節目孝利家民宿，在節目中罕見展現了私下自然真實的生活。
2018年，IU在tvN劇集我的大叔中飾演一名生活艱辛的女性，與李善均飾演的角色建立起獨特的情感聯繫。該劇因其現實題材和情感深度獲得高度評價，她的演出突破了原有的“國民妹妹”形象。
2019年，IU主演了tvN奇幻劇德魯納酒店，飾演冷艷而內心孤寂的酒店社長張滿月，IU演出的這個角色，成為她演藝生涯的重要里程碑。劇集一經播出即獲得高收視率，而編劇洪氏姊妹更稱讚IU的詮釋令角色栩栩如生。
2022年，IU首次主演電影，由日本導演是枝裕和執導的嬰兒轉運站，她在片中飾演一位單親母親，與韓國影帝宋康昊合作，並藉此獲得多個電影獎項提名，進一步拓寬了她在影視領域的表現力。隨後，IU宣布將主演Netflix韓國新劇苦盡柑來遇見你，與朴寶劍搭檔演出。
2025年，IU與我的大叔金元錫導演再次合作出演Netflix韓國原創劇集苦盡柑來遇見你，劇中飾演吳愛純及金明，一人分飾兩角，刻畫鮮明對比角色，為演員生涯畫下新的里程碑 ，並憑藉此劇拿下第4屆青龍系列大獎電視劇部門女主角賞。

### 其他事業

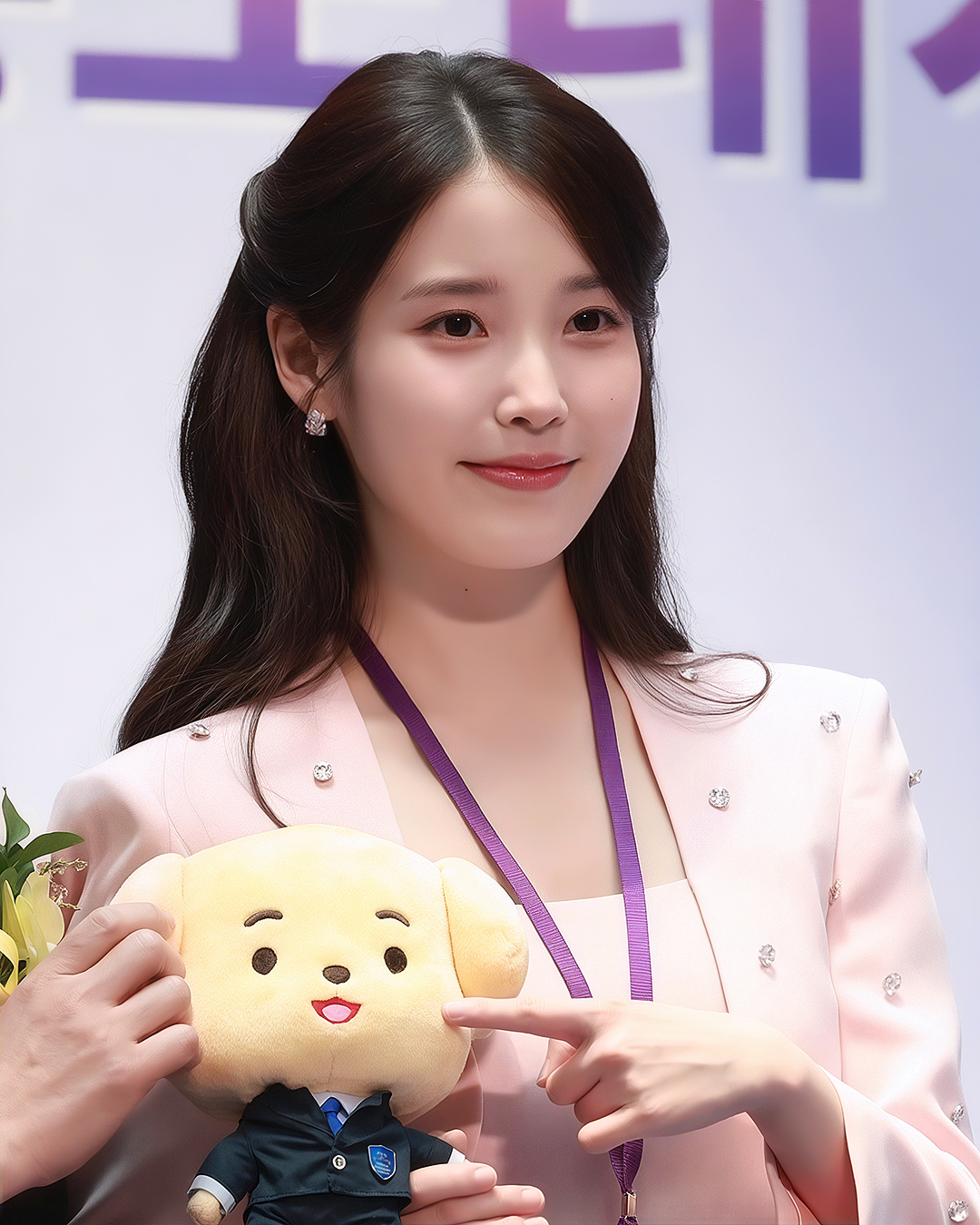
IU於2025年在仁川機場海關宣傳大使委任儀式

IU目前為真露燒酒代言人、濟州三多水代言人、GUCCI、雅詩蘭黛以及New Balance亞太區品牌大使、達美樂PIZZA、友利銀行代言人、百事可樂、Clalen等品牌代言人，IU亦是韓國蟬聯多年民眾最愛的廣告代言人，獲得2020年、2022年、2023年、2024年第一名。
IU自出道以來積極參與慈善事業，並向多個弱勢群體提供捐款。她曾捐贈演唱會收入、學校獎學金，以及支援災後援助（如世越號事件、韓國江原道大火及COVID-19防疫物資等）。
2019年，IU被列入《富比士》“2019亞洲慈善英雄榜”，成為榜單中最年輕的成員。截至2024年，她的累積捐款總額已超過50億韓元。

## 音樂作品
| 正規專輯 - 《Growing Up》（2009年） - 《Last Fantasy》（2011年） - 《Modern Times》（2013年） - 《Palette》（2017年） - 《Lilac》（2021年） | 迷你專輯 - 《LOST AND FOUND》（2008年） - 《IU...IM》（2009年） - 《Real》（2010年） - 《二十歲的春天》（2012年） - 《CHAT-SHIRE》（2015年） - 《LOVE POEM》（2019年） - 《碎片集》（2021年） - 《THE WINNING》（2024年） | 翻唱專輯 - 《花書籤》（2013年) - 《花書籤2》（2017年) - 《花書籤3》（2025年) |

## 演唱會
- Real Fantasy（2012年）
- Modern Times（2013年）
- Chat-Shire（2015年）
- 24 Steps: One, Two, Three, Four（2016—2017年）
- Palette（2017年）
- Dlwlrma（2018年）
- Love, Poem（2019年）
- The Golden Hour: 在橙色夕陽下（2022年）
- IU H.E.R.E.H. World Tour（2024年）

## 影視作品
- 《Dream High》（2011年）
- 《最佳李純信》（2013年）
- 《漂亮男人》（2013年）
- 《製作人的那些事》（2015年）
- 《月之戀人—步步驚心：麗》（2016年）
- 《我的大叔》（2018年）
- 《德魯納酒店》（2019年）
- 《嬰兒轉運站》（2022年）
- 《Dream：夢想代表隊》（2023年）
- 《苦盡柑來遇見你》（2025年）
- 《21世紀大君夫人》（2026年）

## 個人生活
2015年，韓國媒體Dispatch爆出IU與音樂才子張基河交往，IU承認兩人於2013年開始秘密交往，後於2017年分手
2022年12月31日，韓國媒體Dispatch爆出IU和李鐘奭正在戀愛中的消息，聲稱在「2022年MBC演技大賞」得獎的李鐘奭，得獎感言表示「有個人幫助我能夠積極地向前，我一定要對他表達感謝，一直都很尊敬、喜歡那位朋友，也謝謝你的愛你總是非常帥氣，每次看到你我也都會有『要成為更好的人』的想法」中，所指的就是IU。隨後雙方皆透過經紀公司承認戀情，李鐘奭和IU目前穩定交往至今。

## 事件

### 誤傳照片
2012年，IU不慎在Twitter上傳與男團Super Junior成員銀赫親密合照，雖然IU已立即刪除照片，但還是流傳於網路上，隨後IU的經紀公司LOEN發表聲明稱，兩人為朋友關係，照片於今年夏天IU生病，銀赫赴她家探病時拍下，由於兩位都是知名偶像，因此對IU形象造成影響。

### 抄襲疑慮
2013年，IU的第3张专辑Modern Time中的主打歌曲红舞鞋近日被指涉嫌抄袭德国乐队Nektar于2009年的歌曲Here's Us。网友对两首歌进行剪辑比对，发现曲调非常相似，引发了热烈讨论。IU的经纪公司LOEN发表声明称，虽然红舞鞋的旋律与Here's Us相似，但两者的和弦和编曲完全不同，否认了抄袭之意。
2023年5月，首尔市民向江南警署举报IU，指控她涉嫌抄袭其他歌手的作品，包括红舞鞋、Good Day、BBIBBI、可怜、Boo和Celebrity等六首歌曲，称其违反了著作权法。IU的经纪公司EDAM娛樂发表声明，称指控为不实信息，并表示将采取强力的法律措施。
2023年9月4日，IU的法律代理人表示，调查机关对一名市民以剽窃其他歌手歌曲侵犯著作权法为由向警方提交告發状的事件做出了驳回决定，调查机关认为告发事实不构成犯罪，并說明IU仅参与了6首歌曲的作词，涉嫌侵权部分与IU无关。代理人认为这是恶意抹黑艺人名誉的行为，敦促调查机关积极进行对告发人的调查。同时代理人宣布将采取强有力的法律措施对付在网上散布各种谣言的势力。

### 作品戀童爭議
2015年IU推出新專輯CHAT-SHIRE中收錄曲Zeze歌詞疑似暗藏含有戀童性暗示的意識問題，IU曾表明Zeze的創作理念，是源自於一本她曾經看過並十分喜歡的小說，名為《我親愛的甜橙樹》。
對於Zeze的歌詞，IU坦言用詞不當，自責身為作詞人的自己考慮不周也不夠成熟。

### 房地產投機傳聞
2019年1月媒體報導，IU於2018年1月在距離老家10分鐘距離的京畿道果川市以46億韓幣購買了不動產和土地，而該地區不久後就因韓國政府推進的GTX（首都圈廣域快速列車）計劃而一年內快速升值，此消息一出，IU的購買動機在網路上引發質疑與討論，稱其當初購入房產和土地就是以賺取差價為目的之投機行為。對此，IU經紀公司回應該建築是作為IU的個人工作室、IU母親的辦公室、倉庫等目的而買入，並規劃作為支援後輩音樂人而無償提供的工作室，該建築會長期使用，沒有出售計劃，投機炒地等相關傳聞全是造謠，並且報導中的出售推測價也僅是推測。1月8日IU通過個人IG對此事做出回應：「……以投機為目的獲得不正當情報，這些全部不是事實。賭上對我而言最珍貴的職業生涯發誓，絕無虛言。這是我為了『長長久久』停留，並計劃和實踐很多事情而決定的地方」。

## 外部連結
- IU EDAM娛樂官方网站
- IU 官方的Facebook專頁
- IU 個人的Instagram帳戶
- IU 官方的Instagram帳戶
- IU 個人的X（前Twitter）
- IU 官方的X（前Twitter）
- IU 官方的Fancafé （页面存档备份，存于）
- YouTube上的IU頻道
- IU在NAVER上的资料
- IU在Daum上的资料
- IU在韩国电影数据库（KMDb）上的資料（韓語）
- IU在互联网电影资料库（IMDb）上的資料（英文）
- IU在HanCinema的頁面（英文）